# تايلر بويد (لاعب كرة قدم أمريكية)
تايلر بويد (بالإنجليزية: Tyler Boyd)‏ هو لاعب كرة قدم أمريكية أمريكي، ولد في 15 نوفمبر 1994 في كليرتون في الولايات المتحدة.

## وصلات خارجية
- تايلر بويد على موقع مرجع كرة القدم المحترفة.كوم (الإنجليزية)